# So dove vado
So dove vado (I Know Where I'm Going!) (anche conosciuto con il titolo So dove sto andando) è un film inglese del 1945 diretto da Michael Powell e Emeric Pressburger.

## Trama
Joan Webster è una venticinquenne determinata e volitiva: lascia Manchester annunciando al padre, venuto a salutarla, che sta per partire per l'isola di Kiloran, nelle Ebridi, dove tutto è pronto per le sue nozze con sir Robert Bellenger, un ricco - e maturo - magnate che ha il doppio della sua età.
Lei sa dove vuole andare: ma le isole non sono così facilmente raggiungibili. Scesa dal treno e giunta senza problemi all'isola di Mull da cui potrà raggiungere Kiloran via mare, resta bloccata dal maltempo. Nessuna barca viene a prenderla, com'era convenuto. E nessuno degli abitanti di Mull è così pazzo da mettersi in mare con quel tempo. Per Joan è giocoforza accettare l'aiuto del ruvido Torquil MacNeil, un ufficiale di marina conosciuto sulla nave che l'ha portata a Mull. Torquil, che è originario di quei posti, le trova ospitalità presso una sua amica, Catriona che vive come una dea cacciatrice circondata da una muta di cani.
Il tempo peggiora sempre di più e il momento della partenza si allontana. Torquil porta Joan a visitare l'isola, mostrandole a Moy Castle una torre circonfusa di leggenda dove i signori del luogo non possono entrare a causa di una maledizione che li condanna. Lei vorrebbe entrare ma Torquil si rifiuta. Rivela a Joan di essere lui il discendente decaduto dei signori del luogo: Kiloran, infatti, non appartiene al ricco Bellenger come lei ha sempre creduto, ma a lui, che si è visto costretto ad affittarla a Bellenger.
Joan si rende conto che sta innamorandosi di Torquil e cerca di fuggire dall'atmosfera magica che sente intorno: gli isolani sono poveri, ma sembrano felici. Anche i signori, come Catriona e Torquil, pur se privi di mezzi, vivono pienamente e senza amarezze la loro condizione. Joan, che ha l'occasione di diventare ricca attraverso Bellenger, vuole scappare via e andare a sposare l'uomo potente che si è scelta per marito. Ma il mare sempre infuriato la blocca. Cerca allora di convincere l'anziano Ruairidh Mhór a fare la traversata, ma senza riuscirci. Quello che accetta, invece, è il giovane Kenny, che ha bisogno del denaro promessogli da Joan per potersi sposare con la figlia di Ruairidh. Torquil cerca di dissuaderla da quella follia, ma Joan si dimostra irremovibile. L'ufficiale, allora, si imbarca con i due. Riuscirà a salvarli, con la barca che sta per essere risucchiata nel gorgo di Corryvreckan, facendo ripartire il motore che si era spento.
Ritornati a Mull, il tempo si rasserena. Joan chiede a Torquil un bacio d'addio prima di lasciare l'isola. Torquil, allora, rimasto solo, decide di sfidare il destino: entra nella torre. Secoli prima, un suo antenato, sorpresa la moglie con l'amante, l'aveva legata a lui e li aveva gettati in acqua. Prima di morire, i due avevano lanciato la maledizione su di lui e i suoi discendenti: chiunque dei Lairds di Kiloran fosse entrato lì, sarebbe rimasto legato per sempre a una donna. Torquil, ormai avvinto dai lacci dell'amore, guardando fuori dalla torre, vede Joan che sta marciando decisa su di lui.

## Produzione
Il film fu prodotto dalla The Archers (con il nome A Production of the Archers) e dalla The Rank Organisation. La storia nacque da un'idea che frullava da tempo in testa a Emeric Pressburger: "Una ragazza vuole andare su un'isola. È vicinissima, può vedere la gente dall'altra parte, ma non può raggiungerla". Finite le riprese di Un racconto di Canterbury, Powell e Pressburger avrebbero dovuto girare Scala al paradiso, ma il materiale e i tecnici del technicolor non erano disponibili a causa della guerra. Così, per non farsi mandare al fronte, improvvisarono una nuova produzione prendendo spunto dall'idea di Pressburger. Si trasferirono nel cottage nel Devon di Powell, dove Pressburger scrisse la sceneggiatura  in quindici giorni. Poi Powell si recò nelle Ebridi per trovare le location e scelse l'isola di Mull "perché la sua desolata bellezza si adattava bene alla storia. Trovavo la parte di Pamela Brown particolarmente intrigante e la chiamai Catriona, come la strega della leggenda.
Fu la terza produzione di Powell girata nelle isole scozzesi dopo Ai confini del mondo (1937)  e La spia in nero (1939).

## Distribuzione
Distribuito dall'Eagle-Lion Distributors Limited e dalla General Film Distributors Ltd., il film uscì il 17 dicembre dopo una prima a Londra il 16 novembre 1945. Distribuito in tutto il mondo, il film fu in Svezia (con il titolo Det hände i Skottland) il 21 maggio 1946; in Germania (Ich weiß wohin ich gehe) il 26 luglio e in Austria nel settembre 1946; in Finlandia (Myrskyöitä) il 31 gennaio 1947; in Danimarca (Det hændte i Skotland) il 27 febbraio 1947; nei Paesi Bassi (Ik weet wat ik wil) il 7 marzo 1947 ad Amsterdam e poi  il 25 aprile 1947; negli USA - distribuito dall'Universal Pictures - il 9 agosto 1947; in Giappone il 1º luglio 1948; in Italia, il 9 dicembre 1949. Distribuito anche in Portogallo (30 ottobre 1950), Hong Kong (22 febbraio 1951) e Francia (27 febbraio 1952). Nel 1986 il film aveva fatto parte della retrospettiva Powell&Pressburger inserita nel programma del Bergamo Film Meeting. A luglio 2010 è stato presentato nella Repubblica Ceca, al Festival di Karlovy Vary.

## Citazioni
Il film viene citato nel romanzo L'uomo che cammina (The Man Who Walks) di Alan Warner.